# Metafáze

Chromozomy srovnané v „ekvatoriální rovině“ při metafázi mitotického dělení

Metafáze je stádium mitózy navazující na prometafázi. V jejím průběhu se chromozomy připoutávají k mikrotubulům a řadí se do ekvatoriální roviny dělicího vřeténka. Pohyb chromozomů po mikrotubulech dělicího vřeténka směrem do středu buňky je zprostředkován kinetochory, proteinovými komplexy nacházejícími se v oblasti centromery každého z chromozomů. Zarovnání na pomyslný rovník je jakýmsi kompromisem, výsledkem tahu směrem k oběma pólům vřeténka.

## Regulace přechodu do anafáze
Na konci metafáze se nachází důležitý kontrolní bod, který hlídá napojení kinetochorových mikrotubulů na kinetochory chromozomů. Jakmile se chromozom napojí na mikrotubuly, je každým z nich přitahován k opačnému pólu dělicího vřeténka, a v mikrotubulech tak vzniká mechanické napětí. Přechod do anafáze je umožněn až ve chvíli, kdy je toto napětí vnímáno všemi kinetochorovými mikrotubuly. Následně je aktivován proteinový komplex APC (anaphase promoting complex) navázáním regulační podjednotky Cdc20. APC je enzym ze skupiny ubikvitin ligáz, které kovalentně modifikují svoje substráty navázáním molekuly ubikvitinu a tím je určují pro degradaci v proteazomu. Po této aktivaci APC polyubikvitinuje molekulu sekurinu, proteinu inhibujícího enzym separázu. Poté, co je sekurin degradován, separáza se aktivuje a štěpí Scc1, protein spojující sesterské chromatidy. Jakmile se chromatidy oddělí, tažná síla působící na kinetochorech umožňuje rozchod chromatid k opačným pólům a přechod do anafáze.